# Liste von Jazzmusikern/E
| Abk.  | Instrument           |
| ----- | -------------------- |
| acc   | Akkordeon            |
| acl   | Altklarinette        |
| afl   | Altflöte             |
| arr   | Arrangement          |
| as    | Altsaxophon          |
| b     | Bass                 |
| bar   | Baritonsaxophon      |
| bcl   | Bassklarinette       |
| bjo   | Banjo                |
| bl    | Bandleader           |
| bo    | Bongo                |
| bs    | Basssaxophon         |
| cl    | Klarinette           |
| clo   | Cello                |
| comp  | Komponist            |
| cond  | Dirigent             |
| cor   | Kornett              |
| dr    | Schlagzeug           |
| eh    | Englischhorn         |
| ep    | Elektronisches Piano |
| fg    | Fagott               |
| fl    | Flöte                |
| flh   | Flügelhorn           |
| frh   | Frenchhorn           |
| gisy  | Gitarrensynthesizer  |
| git   | Gitarre              |
| gl    | Glockenspiel         |
| har   | Mundharmonika        |
| harp  | Harfe                |
| kb    | Kontrabass           |
| keyb  | Keyboard             |
| lyra  | Lyra                 |
| mando | Mandoline            |
| mar   | Marimba              |
| obo   | Oboe                 |
| org   | Orgel                |
| p     | Piano                |
| perc  | Perkussion           |
| picb  | Piccolobass          |
| pictp | Piccolotrompete      |
| reeds | Holzblasinstrumente  |
| sax   | Saxophon             |
| ss    | Sopransaxophon       |
| syn   | Synthesizer          |
| tb    | Tuba                 |
| th    | Tenorhorn            |
| tp    | Trompete             |
| trb   | Posaune              |
| ts    | Tenorsaxophon        |
| tt    | Turntables           |
| vib   | Vibraphon            |
| viola | Viola                |
| vl    | Violine              |
| voc   | Gesang               |

Diese Liste ist eine Unterseite der Liste von Jazzmusikern.

## Ea – Ei
- Allen Eager ts
- Jack Eagle tp
- Duncan Eagles ts, ss, comp
- Geoff Eales p
- Larry Eanet p, arr
- Jon Eardley tp
- Dean Earl p, arr
- Charles Earland org
- Bill Easley sax, cl, fl
- Dave Easley lap steel guitar
- Elijah Easton ts
- McKinley Easton bar
- Ted Easton dr, voc, arr, bl
- Cleveland Eaton kb
- John Eaton p
- Ahktal Ebah tp
- Daniel Mark Eberhard p, keyb, bl
- Hansmartin Eberhardt as, ts, bar, cl
- Alois Eberl trb, acc, melodica
- Frank Eberle p
- Martin Eberle tr, flh, comp
- Vincent Eberle tr
- Jon Eberson git
- Marte Eberson keyb
- Tom Ebert tb
- Musina Ebobissé ts, comp
- Jean-Marie Ecay git
- Yelena Eckemoff p
- Uwe Ecker dr
- Christian Eckert git
- John Eckert tp
- John Eckhardt kb, eb, comp
- Kai Eckhardt eb
- Michael Eckroth p
- Billy Eckstine voc
- Vince Ector dr
- Lars Edegran git, bjo, p, arr, bl
- Kurt Edelhagen bl
- Jost Edelhoff git, comp
- Walter Edelstein vln
- Michel Edelin fl, comp
- Norman Edge kb
- Arthur Edgehill dr
- Paul Edis p, keyb
- Harry 'Sweets’ Edison tp
- Don Edmonds p
- Kat Edmonson voc
- Prabhu Edouard tabla
- Zé Eduardo kb
- Donald Edwards dr
- Eddie 'Daddy' Edwards trb
- Marc Edwards dr
- Morris Edwards kb
- Paul Edwards dr
- Robert Edwards trb
- Teddy Edwards ts
- Sinne Eeg voc, comp
- Ted Efantis  ts, as
- Kim Efert git, comp
- Izabella Effenberg vib, comp
- Bob Effros tp, cor
- Anne Efternøler tp
- Mark Egan e-b
- Dennis Egberth dr, perc
- Claude Égéa tp, cor
- Anton Eger dr
- Berndt Egerbladh p
- Florian Egli as, cl, fl
- János Egri kb, eb
- Julia Ehninger voc, comp
- Philippe Ehinger cl, bcl, comp
- Martin Ehlers p, comp
- Tilman Ehrhorn ts, comp
- Markus Ehrlich ts, sax, cl, fl, comp
- Marty Ehrlich fl, cl, sax, comp
- Tao Ehrlich dr
- Patrik Ehrnborg git
- Peter Ehwald ts
- Valdemar Eiberg bl, sax, cl
- Matthias Eichhorn b
- Vadim Eilenkrig tp, flhn
- Shauli Einav ts, ss
- Steve Einerson p
- Max von Einem tbn, comp
- Peter Eisold perc, keyb
- Mathias Eick tp, git, vib, p, b
- Bruce Eisenbeil git
- Mats Eilertsen b
- Gerwin Eisenhauer dr
- Harris Eisenstadt dr, perc, comp, bl
- Jean-Bernard Eisinger p, comp

## Ek – Em
- Wolfgang Ekholt dr
- Petter Eldh kb
- Joe Eldridge sax, vln
- Peter Eldridge voc, keyb, comp
- Roy Eldridge tp, bl
- Charlie (Charles A.) Elgar bl
- Bill Elgart dr
- Larry Elgart bl, as
- Les Elgart tp, bl
- Ehran Elisha dr, perc
- Reinier Elizarde b, kb
- Ben Elkins trb, b-trb
- Marty Elkins voc
- Lulle Ellboj as, bl
- Roddy Ellias git
- Harro Eller kb, b
- Kurt Elling voc
- Duke Ellington p, bl, comp
- Ray Ellington dr, voc, comp
- Steve Ellington dr, comp
- Ellinoa voc, comp, cond
- Don Elliott vib, trp
- Ernest Elliott sax, cl
- Moppa Elliott kb, comp, bl
- Chris Ellis voc
- Don Ellis tp, bl
- Herb Ellis git
- Jimmy Ellis as, ss
- Joy Ellis p, e-p,voc
- Lloyd Ellis git
- Monica Ellis fg
- Morris Ellis trb
- Pee Wee Ellis sax, comp, arr
- Liberty Ellman git
- Ziggy Elman tp
- Jørn Elniff dr
- Alan Elsdon tp
- Steve Elson bar, ts, as, cl, fl, bcl, bs, acc, comp
- Nedley Elstak tp
- Bill Elton trb
- Yaron Elyashiv sax, ts
- Kahil El’Zabar dr, perc, fl
- Michel Emer p, comp
- Jørgen Emborg p
- Stephan Emig dr, perc
- Andy Emler p
- Signe Emmeluth as
- Harry Emmery b
- Bob Emry dr, perc

## En – Er
- Teodora Enache voc
- Johannes Enders sax, fl, bcl
- Sidsel Endresen voc
- Shane Endsley tp, perc
- Marco Eneidi as
- Bob Enevoldsen tb, ts, b
- Jonas Engel sax
- Helmut Engel fl, bfl, ss, ts
- Volker Engelberth p
- Wolfgang Engelbertz kb
- Jörg Engels tp, flh
- John Engels dr
- Mathias Engl tp, flh
- Michael Engl tu
- Wolfgang Engstfeld ts
- David Enhco tp, flhn
- Thomas Enhco p, vln
- Enji voc, comp
- Arnold Enlow dr
- Shuichi Enomoto ts, ss
- Bobby Enriquez p
- Hendrika Entzian kb, arr, comp
- Fima Ephron b
- Ralph Eppel tp, tb
- Ed Epstein bar, as, ts, comp
- Laurent Epstein p
- Peter Epstein as, comp
- Christoph Erbstösser p, comp
- Andreas Erchinger p
- Sabine Ercklentz tp
- Julian Erdem dr
- Kâmil Erdem b, git, comp
- Shuteen Erdenebaatar p, comp, cond
- Özdemir Erdoğan git, voc, comp, arr, bl
- Michael Erian ss, as, ts, comp
- Rolf Ericson trp
- Sture Ericsson sax, cl, bcl
- Folke Eriksberg git
- Hasse Eriksson p, voc
- Karel Eriksson trb, bass-trb, comp, bl
- Philipp Ernsting dr, electr
- Fatih Erkoç trb, voc
- Bob Erlendson p, comp
- Matthias Erlewein ts, cl, fl
- Ilhan Ersahin sax
- Damian Erskine b
- Les Erskine  dr
- Peter Erskine dr, bl
- Hüseyin Ertunç dr, perc
- Booker Ervin ts
- Pee Wee Erwin tp

## Es – Ez
- Mario Escalera ts, fl, cl
- Wolf Escher tp, comp, arr, cond
- Ron Eschete git
- Wayne Escoffery sax
- Christian Escoudé git
- John Escreet p, e-p, keyb
- Bob Escudero tb
- Ellery Eskelin ts
- Rami Eskelinen dr, comp
- Jukka Eskola tp, flh, comp
- John Esposito p
- Eric von Essen kb, clo
- Essiet Okon Essiet b
- João Paulo Esteves da Silva p, comp
- Harvey Estrin reeds
- John Etheridge git
- Oran Etkin sax, cl
- Charles Eubanks p
- Duane Eubanks, tp
- Horace Eubanks as, cl
- Kevin Eubanks bl, git
- Robin Eubanks trb
- Wendell Eugene trb
- Julieta Eugenio sax
- Karl Evangelista git
- Bill Evans p, comp
- Bill Evans trb, kb
- Bill Evans ts, ss
- Brandon Evans bcl, as
- Charles Evans bar
- Doc Evans cor
- Gil Evans arr, bl, ep, p, comp
- Falkner Evans p
- Herschel Evans ts
- Joe Evans as, bs, cl
- Josh Evans tp
- Lee Evans p, arr
- Marion Evans arr, cond
- Michael Evans dt, perc
- Miles Evans tp, bl
- Orrin Evans p
- Richard Evans kb
- Roy Evans drr, p, voc
- Sticks Evans dr, perc, arr
- Stump Evans as, ts, bar
- Warren Evans voc
- William Evans p, org, comp
- Eran Har Even git, comp
- Sangoma Everett dr, comp
- Connie Evingson voc
- Kai Ewans cl, as, bars, voc, bl, cond
- Douglas Ewart sax, cl, fl
- Don Ewell p
- Sandy Ewen git
- John „Streamline“ Ewing trb
- Billy Exiner dr
- Thaddeus Expose kb
- Finn von Eyben kb, comp
- David Eyges clo, comp